# Золотая крепость
«Золота́я кре́пость» (бенг. সানার কল্লা, Sonar Kella) — индийский приключенческий фильм 1974 года Сатьяджита Рая, снятый по одноимённому роману режиссёра.

## Сюжет
Мальчика Мукула преследуют воспоминания о своей прошлой жизни. Доктор Хаджра, парапсихолог, берётся вылечить мальчика. Обнаружив некоторые рисунки Мукула, на которых нарисованы сцены из прошлого, доктор Хаджра предполагает, что крепость на рисунках может находиться в штате Раджастхан. Доктор Хаджра решает съездить с Мукулом в Раджастхан, в надежде, что это поможет в лечении.
Во время путешествия Мукула похищают бандиты. Спасти ребёнка берётся сыщик-любитель Прадош Митра по прозвищу Фелуда вместе со своим помощником Тапешем.

## В ролях
| Актёр                    | Роль                  |
| ------------------------ | --------------------- |
| Сумитра Чаттерджи        | Прадош Митра (Фелуда) |
| Сиддхарта Чаттерджи      | Тапеш (Топше)         |
| Кушал Чакраборти         | Мукул Дхар            |
| Сантош Дутта             | Лалмохан Гангули      |
| Сантану Багчи            | Мукул 2               |
| Аджой Банерджи           | Амиянат Бурман        |
| Харадхан Баннерджи       | отец Тапеша           |
| Бималь Чаттерджи         | адвокат               |
| Рекха Чаттерджи          | мать Тапеша           |
| Хариндранат Чаттопадхьяй | дядя Сидху            |

## Награды и номинации
| Награды и номинации | Награды и номинации     | Награды и номинации               | Награды и номинации | Награды и номинации |
| Год                 | Фестиваль               | Категория                         | Номинирован(а)      | Итог                |
| ------------------- | ----------------------- | --------------------------------- | ------------------- | ------------------- |
| 1975                | Национальная кинопремия | Лучший режиссёр                   | Сатьяджит Рай       | Победа              |
| 1975                | Национальная кинопремия | Лучший сценарий                   | Сатьяджит Рай       | Победа              |
| 1975                | Национальная кинопремия | Лучшая детская роль               | Кушал Чакраборти    | Победа              |
| 1975                | Национальная кинопремия | Лучшая операторская работа        | Соуменду Рой        | Победа              |
| 1975                | Национальная кинопремия | Лучший фильм на бенгальском языке |                     | Победа              |